# Revista AzMina
A Revista AzMina é uma revista digital brasileira de cunho jornalístico que aborda temas relacionados a gênero, feminismo, direitos das mulheres e questões de igualdade. Fundada em 2015, a revista tem como objetivo promover a diversidade de vozes femininas e explorar uma ampla gama de tópicos relevantes para a vivência das mulheres.

## História
A revista surgiu por meio de um financiamento coletivo que arrecadou R$50 mil em 2015. O projeto foi criado por Nana Queiroz e outras colaboradoras com o intuito de fortalecer o jornalismo feminista no Brasil e oferecer conteúdo para as mulheres que não acham que precisam de dieta ou de "agradar um homem na cama", mas querem ler reportagens sobre sexo, comportamento, religião, saúde e ver ensaios de moda com mulheres de corpos "possíveis" e roupas com preços acessíveis.
Em março de 2019, o Instituto AzMina lançou o aplicativo PenhaS, que visa proteger mulheres vítimas de violência doméstica. O aplicativo é uma plataforma que reúne o compartilhamento de informações, diálogo em ambiente seguro e a participação da sociedade por meio da criação de um grupo de proteção.

## Reconhecimentos e prêmios
- 2020 – Troféu Mulher Imprensa 2020 - A diretora da revista, Carolina Oms, venceu por meio de votação popular na categoria “Jornalista Empreendedora”.[7]
- 2018 – Prêmio Geração Glamour. Prêmio Glamour, da Revista Glamour (Editora Globo), na categoria Agitadoras Digitais.[8]
- 2017 – Troféu Mulher Imprensa como o melhor projeto jornalístico. A revista foi eleita em votação popular.[9]
- 2016 – Prêmio Synapsis FBH de Jornalismo. A reportagem especial O Mito do Aborto Legal, assinada pela repórter Carolina Vicentin, venceu o Prêmio Synapsis FBH de Jornalismo.[10]